# Bihárské jazyky
Bihárské jazyky jsou skupinou východní větve indoárijských jazyků používaných v indickém státě Bihár a v sousedních státech. Tvoří ji jazyky:
- Angika (30 000 000 mluvčích)
- Bhódžpurština, vlastním jménem bhódžpurí (26 254 000 mluvčích)
- Kudmálí neboli Kurmálí (37 000 mluvčích)
- Magahijština, vlastním jménem magahí, řidčeji magadhí (11 362 000 mluvčích)
- Maithilština respektive mithilština, vlastním jménem maithilí (7 500 000 mluvčích)
- Pančpargania (274 000 mluvčích)
- Sádrí neboli nágpurí (1 965 000 mluvčích)